# Bulbophyllum ptychantyx
Bulbophyllum ptychantyx är en orkidéart som beskrevs av Jaap J. Vermeulen. Bulbophyllum ptychantyx ingår i släktet Bulbophyllum och familjen orkidéer. Inga underarter finns listade i Catalogue of Life.